# 内藤吐天
内藤 吐天（ないとう とてん、1900年2月5日 - 1976年5月12日）は、岐阜県出身の俳人、薬学者。本名は多喜夫。別名に龍膽寺旻、別号に萱雨亭（けんうてい）がある。

## 生涯
岐阜県大垣市生まれ。東京帝国大学薬学科卒。のち名古屋市立大学薬学部長、名城大学薬学部教授などを歴任。岡山六高時代より志田素琴、大須賀乙字に俳句を学び、「獺祭」「草上」「東炎」などに関わる。1946年に「早蕨」を創刊・主宰。「野薊にぴしりぴしりと夕立来ぬ」「あたたかな案山子を抱いて捨てにゆく」など、格調の高い句風で知られたが、晩年はより自由な作風になった。句集に『落葉松』『雨滴声』『早蕨』『鳴海抄』『点心』『臘八』など。また詩を日夏耿之介に師事し、海外の小説や詩集の翻訳もある。1976年5月12日死去、76歳。墓所は雑司ヶ谷霊園。